# ДАХ Театар
ДАХ Театар је основан 1991. године као независна, професионална, савремена позоришна трупа и уметнички колектив који користећи технике савременог театра ствара ангажовану уметност са намером да утиче на позитиван развој друштва локално и глобално. 

## Историја
Почетак рада ДАХ Театра, његов крик за стварањем, хронолошки се поклопио са распадом бивше Југославије и због тога је само оснивање названо креацијом која савладава деструкцију (до последњег даха). Основале су га редитељке Дијана Милошевић и Јадранка Анђелић 1991. године, из потребе за експерименталним, истраживачким радом. Од самог оснивања њима се придружује глумица Маја Митић, да би се током година ДАХ Театру придружио велики број сталних и повремених сарадника.
Име ДАХ дају Дијана Милошевић и Јадранка Анђелић указујући на вишезначност речи дах (обрнуто представља Хада –подземље, имати даха, истрајати, духовност). Њих две истичу да су највећи утицај за рад на представама пронашле у представи “Оксиринкус” Один театра на коптском језику,  а да су их посебно инспирисали и програми Студентског културног центра 70-их И 80-тих.
Године 1993. ДАХ Театар је повећао своје активности формирајући ДАХТеатар Центар за позоришна истраживања. Ту наставља започету идеју на истим основама, али са новим циљевима. Своје испитивање уметности глумца даље проучава кроз упознавање техника модерног европског театра - преко Јержија Гротовског, Еуђенија Барбе, Питера Брука ... - оријенталног позоришта - Но драме и Пекиншке опере - борилачких вештина и традиционалних плесова из различитих култура. Циљ Центра је константна размена знања, искуства и програма између уметника и позоришних професионалаца из различитих позоришних и националних средина. 
Активности обухватају представе, презентације рада, радионице, предавања, семинаре, програме за младе, фестивале и сусрете, мреже и сарадње, интернационалну школу за глумце и редитеље, гостовања. 
Данас, ДАХ Театар представља динамичан уметнички колектив, чије језгро чине редитељка Дијана Милошевић, глумица Ивана Миленовић Поповић и организаторка/ПР Наташа Новаковић, које деле уметничко-менаџментске аспекте рада. 

## Стамбени проблем
Првобитно су се настанили у Сава Центру да би изласком из ратних година  од 1994. до 2003. године настављали свој рад у Рексу, Јеврејској општини и Битеф театру. Овај период за ДАХ театар значио је време афирмације, где је установљено да постоје као прва позоришна лабораторија и театар који негује савремене позоришне технике у Србији. Петогодишњица и десетогодишњица постојања је обележена у Рексу док је први излазак пред публику 1992. године изведен у Битеф театру. Први наступ ДАХ театра одржан је истог дана када је почео рат.
Од 2003. године користили су простор у Марулићевој улици бр.8 уз подршку и препоруке Министарства културе Републике Србије, Министарства просвете Републике Србије, Секретаријата за културу града Београда и Градског секретаријата за образовање.Из овог простора су им из Основне школе „Краљ Петар Други Карађорђевић“ затражили да изађу. Кратко су се задржали и у Ресавској улици у просторији КУД-а Абрашевић уз финансијску подршку фирме Енергопројект , а тренутно се налазе у Булевару Деспота Стефана 53.  

## Активизам и стваралаштво
Кроз промовисање европских вредности, отпора рату, изградње одрживог мира и феминистичких вредности ДАХ театар свој активизам исказује кроз перформансе стварајући својом уметношћу уточиште и подршку појединцима и групама.  
Од 1993. учествује у организацији интернационалних пројеката (Предео сећања, Кругови знања, Уметнички караван,итд.), постаје домаћин уметника из различитих земаља ( David Zinder – Израел, 7 Stages Theatre – САД, Gennadi Bogdanov – Русија,...) , реализује ЕУ пројекте ( Equality ambassadors, Прескакачи зида, Уметност и људска права, Жене у равноправној Европи...), националних пројеката (Србија у Србији, Моћ памћења, Пројекти за младе,...) као и специфичне радионице попут Сузуки технике, Александер технике, наслеђе Маге Магазиновић, рад са штулама,...) Демонстрације рада у ДАХ театру имају за циљ да открију публици савремене позоришне форме и упуте их како изгледа стваралачки процес у театру ( Пламен ватре на дну мора; Тело које пева, глас који плеше) Концепт резиденције подрзумева пружање прилике за међународну размену у креативном окружењу.
Прва антиратна представа „Ова вавилонска пометња“ одговара на питање каква је улога уметника у мрачним временима и заснована је на песмама Бертолта Брехта.
Представа „Дрвеће плеше“ ДАХ театар покушава да одговори на проблем крчења шума и указује на важност очувања дрвећа као и значај активизма и ангажовања грађана у заштити животне средине.
У представи „Загонетка револуције“ супротстављају се улоге појединаца и масе и тражи се одговор на питање значаја историјских личности попут Розе Луксембург, Мајаковског итд.  
Представа „Земља“ отвара питање улоге миграната и саосећања са њиховим животним путевима. 
ДАХ театар сарађује са многобројним удружењима, мировним организацијама, феминистичко-активистичким групама (Жене у црном, Жене на делу, АCT Woman), мањинским групама, групама са посебним потребама итд и често гостује како у Европи и САД, тако и у Аустралији и Новом Зеланду. Осим тога, учествовали су и на Међународном сусрету позоришних уметника у Бразилу – ЕЦУМ, као и међународним фестивалима у Монголији, Мароку, Сингапуру и широм света су јако цењени.

## Прва књига о ДАХ Театру
2016. године, ДАХ Театар је прославио 25 година постојања и рада када је изашла прва књига о ДАХ Театру – “Dah Тheatrе – А Sourcebook” у издању Lexington Books, коју је уредио Денис Барнет, професор драме и књижевности на Кои Колеџу , Ајова [САД]. У књизи су свој допринос, текстове о ДАХ Театру дали еминентни уметници из целог света али и из Србије, а предговор је написао Еуђенио Барба, чувени редитељ и оснивач Один Театра.  Из САД-а су добили похвале за најутицајније уметнике у контексту савременог театра.

## Представе
- Ова вавилонска пометња (1992)
- Дарови наших предака (1992)
- Зенит (1994)
- Легенда о крају света (1995)
- Сећање анђела (1996)
- Случај Хелен Келер (1998)
- Анђели у градовима (1998)
- Путници (1999)
- Документи времена (1999)
- Мапе забрањеног памћења (2001)
- Унутрашња мандала (2002)
- Плес са тамом (2002)
- Cirque Macabre (2002)
- Алиса и Кафка су мртви / Живели Розенбергови (2005)
- Не/видљиви град (2005)
- Прича о чају (2006)
- Водич кроз алтернативну историју Београда (2006)
- Тражење града (2007)
- Прелазећи линију (2009)
- Две бабе, четири мачке и тротинет (2009)
- Код Настасијевића (2010)
- Нежно, нежно, нежније (2011)
- Снови и препреке (2012)
- Присуство одсуства (2013)
- Дрхтај руже (2014)
- Некада плаво (2015)
- Можда сањати (2016)
- Чаша вина (2016)
- Жене даде – једна могућа изложба (2017)
- Загонетка револуције (2018)
- Земља (2020)
- За твоје добро (2020)
- Дрвеће плеше (2021)

## Награде
- Награда за најбољу режију представе „Код вечите славине“ (1989)
- Награда за најбољу представу на Југословенском Фестивалу Новог Театра „Мало позорје“ (1994)
- Награда „Luigi Pirandello International Prize" , заједно са Еуђениом Барбом (1997)
- Награда  „Otto Rene Castillo“ (2007)
- Награда „Грозданин кикот“ (2008)
- Награда ЕРСТЕ фондације за социјалну интеграцију (2009)
- Награда фонда „Јелена Шантић“ (2012)
- Награда „Звезде Београда“ (2013)
- Награда „Анђелка Милић" (2017)
- Награде „ArtTrema Fest" (2019)

## Спољашње везe
- Званични сајт